# Ouglegorsk
Cet article concerne le port de l'île de Sakhaline. Pour la ville d'Ukraine appelée Ouglegorsk en russe, voir Vouhlehirsk. Pour la ville de l'oblast d'Amour, voir Tsiolkovski (ville).
Ouglegorsk (en russe : Углегорск) est une ville côtière et un port de l'oblast de Sakhaline, en Russie, et le centre administratif du raïon Ouglegorski. Sa population s'élevait à 8 405 habitants en 2022.

## Géographie
Ouglegorsk est située sur la côte occidentale de l'île de Sakhaline, à 10 km au sud de Chakhtiorsk et à 242 km au nord de Ioujno-Sakhalinsk.

### Climat
| Mois                                        | jan.       | fév.       | mars       | avril      | mai       | juin      | jui.      | août      | sep.      | oct.       | nov.       | déc.       | année      |
| ------------------------------------------- | ---------- | ---------- | ---------- | ---------- | --------- | --------- | --------- | --------- | --------- | ---------- | ---------- | ---------- | ---------- |
| Température minimale moyenne (°C)           | −13,3      | −12,9      | −7,6       | −1,3       | 3,8       | 8,7       | 13,3      | 14,9      | 11        | 4,2        | −4,2       | −10,8      | 0,5        |
| Température moyenne (°C)                    | −11        | −10,3      | −4,9       | 1,2        | 6,5       | 11,2      | 15,6      | 17,3      | 13,9      | 6,9        | −1,8       | −8,6       | 3          |
| Température maximale moyenne (°C)           | −8,3       | −7,2       | −1,9       | 4,5        | 10,3      | 14,5      | 18,5      | 20,2      | 17,2      | 10,2       | 1          | −6         | 6,1        |
| Record de froid (°C) date du record         | −33,4 1954 | −30,1 1953 | −26,3 1952 | −15,7 1956 | −7,6 1958 | −2 1955   | 2,2 1951  | 4,2 1948  | −1,2 1950 | −15,9 1950 | −23,3 1953 | −36,5 1952 | −36,5 1952 |
| Record de chaleur (°C) date du record       | 2,6 1995   | 5,3 1960   | 10,9 2016  | 18,4 2009  | 25,1 1948 | 27,4 1958 | 28,8 1955 | 29,6 1950 | 26,6 2020 | 21,2 1948  | 13,8 1985  | 7,9 1967   | 29,6 1950  |
| Précipitations (mm)                         | 44         | 26         | 33         | 39         | 51        | 49        | 63        | 81        | 96        | 81         | 56         | 57         | 676        |
| Record de pluie en 24 h (mm) date du record | 27 1983    | 63 1970    | 41 2007    | 40 1962    | 50 1974   | 49 2009   | 63 1961   | 137 1981  | 77 1966   | 48 1976    | 41 1969    | 51 2012    | 137 1981   |

| Diagramme climatique                                  |             |            |           |           |           |            |            |          |           |         |           |
| J                                                     | F           | M          | A         | M         | J         | J          | A          | S        | O         | N       | D         |
| −8,3−13,344                                           | −7,2−12,926 | −1,9−7,633 | 4,5−1,339 | 10,33,851 | 14,58,749 | 18,513,363 | 20,214,981 | 17,21196 | 10,24,281 | 1−4,256 | −6−10,857 |
| Moyennes : • Temp. maxi et mini °C • Précipitation mm |             |            |           |           |           |            |            |          |           |         |           |

## Histoire

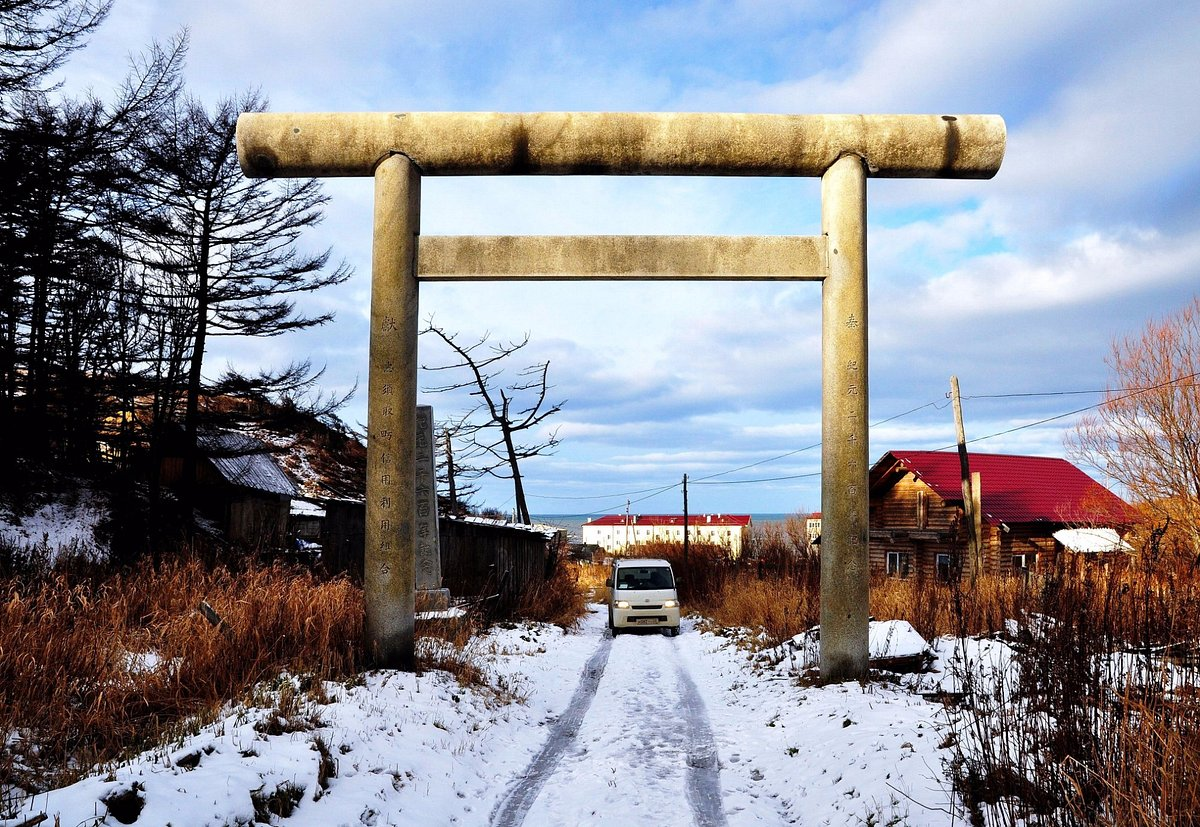
Torii de l'ancien sanctuaire shinto d'Esutoru.

Sur l'emplacement d'un petit village aïnou, la ville est fondée par les Japonais en 1905, après que le traité de Portsmouth eut accordé la partie méridionale de l'île de Sakhaline au Japon, jusqu'à 50° Nord. Son nom était alors Esutoru (恵須取).
À l'issue de la Seconde Guerre mondiale, toute l'île devient soviétique. La localité reçoit le statut de ville et un nouveau nom, dérivé de « charbon » (ougol en russe).

## Économie
La zone est principalement centre d'extraction de houille, de production de pommes de terre et de légumes, mais aussi de bois et de papier.
La ville dispose d'un petit port maritime.

## Population
Recensements (*) ou estimations de la population:
| 1937   | 1959*  | 1967   | 1970*  | 1979*  | 1989*  | 1992   | 1996   |
| ------ | ------ | ------ | ------ | ------ | ------ | ------ | ------ |
| 31 959 | 17 852 | 17 000 | 17 921 | 18 429 | 18 402 | 19 100 | 17 500 |

| 2000   | 2001   | 2002*  | 2003   | 2004   | 2005   | 2006   | 2007   |
| ------ | ------ | ------ | ------ | ------ | ------ | ------ | ------ |
| 15 700 | 15 300 | 13 396 | 13 400 | 13 000 | 12 837 | 12 543 | 12 334 |

| 2008   | 2009   | 2010*  | 2011   | 2012   | 2013  | 2014  | 2015  |
| ------ | ------ | ------ | ------ | ------ | ----- | ----- | ----- |
| 12 718 | 12 025 | 10 381 | 10 400 | 10 116 | 9 871 | 9 597 | 9 395 |

| 2016  | 2017  | 2018  | 2019  | 2020  | 2021  | 2022  | - |
| ----- | ----- | ----- | ----- | ----- | ----- | ----- | - |
| 9 198 | 9 070 | 8 860 | 8 687 | 8 710 | 8 443 | 8 405 | - |